# Кловердејл (Калифорнија)
Кловердејл (енгл. Cloverdale) град је у америчкој савезној држави Калифорнија. По попису становништва из 2010. у њему је живело 8.618 становника.

## Демографија
Према попису становништва из 2010. у граду је живело 8.618 становника, што је 1.787 (26,2%) становника више него 2000. године.
| Група             | 2000.         | 2010.         |
| Белци             | 4.692 (68,7%) | 5.386 (62,5%) |
| Афроамериканци    | 12 (0,2%)     | 48 (0,6%)     |
| Азијати           | 71 (1,0%)     | 98 (1,1%)     |
| Хиспаноамериканци | 1.823 (26,7%) | 2.824 (32,8%) |
| Укупно            | 6.831         | 8.618         |